# Tanaodytes soror
Tanaodytes soror är en stekelart som beskrevs av Lubomir Masner 1972. Tanaodytes soror ingår i släktet Tanaodytes och familjen Scelionidae. Inga underarter finns listade i Catalogue of Life.